# Réserve naturelle de Foping
La réserve naturelle de Foping est une réserve de biosphère de l'Unesco située dans la province du Shanxi en Chine.